# 村山雅彦
村山 雅彦（むらやま まさひこ）は、日本の実業家。レンタルのニッケンの第7代目代表取締役社長。

## 人物・経歴
兵庫県出身。1980年東京大学工学部卒業、三菱商事入社。1995年英国三菱商事出向。1998年MC Machinery Systems, Inc. Executive Vice President。2002年コカ・コーラセントラルジャパン経営戦略室長。2007年三菱商事レンタル・建機事業ユニットマネージャー。2010年三菱商事インフラプロジェクト本部副本部長兼産業機械ユニットマネージャー、三菱商事テクノス取締役。
2011年三菱商事機械グループCEOオフィス経営企画担当。2012年三菱商事理事機械グループ最高経営責任者（CEO）兼オフィス室長。2014年レンタルのニッケン代表取締役副社長。
2015年からレンタルのニッケン代表取締役社長を務め、新規参入した農林業分野事業を継続し、林業研修用装置の開発などを進めた。2019年三菱重工フォークリフト＆エンジン・ターボホールディングス取締役副社長。2020年三菱ロジスネクスト執行役員事業推進サポート室副室長。同年三菱ロジスネクスト執行役員事業推進サポート室長。